# Giray Alpan
Giray Alpan (* 1935 in Istanbul; † 11. April 2002 ebenda) war ein türkischer Schauspieler.

## Leben und Karriere
Alpan wurde 1935 in Istanbul geboren. Sein Debüt gab er 1963 in dem Film Bulunmaz Uşak. Zu seinen bekanntesten Werken gehören Filme wie Sarı Bela, Bebek Yüzlü und Kılıbık Gırgır Ali. Seinen letzten Auftritt hatte et 1992 in Sürgün. Alpan verstarb am 11. April 2002 im Alter von 67 Jahren und wurde auf dem Feriköy-Friedhof beigesetzt.

## Filmografie (Auswahl)
- 1963: Bulunmaz Uşak
- 1969: Malkoçoğlu Cem Sultan
- 1971: Acı Pirinç
- 1971: Kızgın Güneş
- 1973: Gönülden Yaralılar
- 1975: İşte Kapı İşte Sapı
- 1979: Şark Bülbülü
- 1981: Acı Günler
- 1982: Yakılacak Kadın
- 1987: Ateşten Günler
- 1991: Çizme
- 1992: Mahallenin Muhtarları
- 1992: Sürgün